# Abigail Breslin

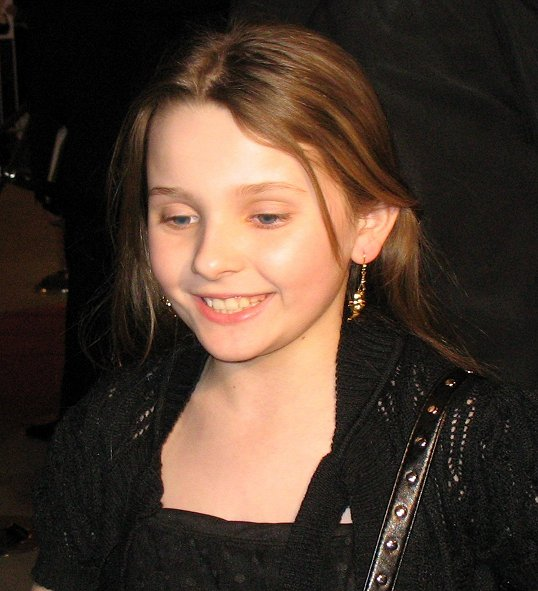
Abigail Breslin år 2007.

Abigail Kathleen Breslin, född 14 april 1996 i New York, är en amerikansk skådespelare och sångare.
År 2006, när Breslin var 10 år gammal, Oscarnominerades hon i kategorin bästa kvinnliga biroll för sin roll som Olive i filmen Little Miss Sunshine. Detta gjorde henne till den fjärde yngsta personen någonsin som nominerats i den kategorin.
Hennes äldre bror, Spencer Breslin, är också skådespelare och de spelade syskon i Helens små underverk. Hon har ytterligare en bror, Ryan Breslin.
Breslins förnamn hämtades från Abigail Adams, maka till USA:s president John Adams.

## Filmografi i urval
- 2002 – Signs
- 2004 – Hjältehunden från New York
- 2004 – Helens små underverk
- 2004 – En prinsessas dagbok 2 – kungligt uppdrag
- 2004 – Law & Order: Special Victims Unit (TV-serie) – Patty Branson i avsnittet "Birthright"
- 2006 – Little Miss Sunshine
- 2006 – Nu är det jul igen 3
- 2007 – Kärlek på menyn
- 2008 – Nims hemliga ö
- 2008 – Definitely, Maybe
- 2008 – Kit och kassaskrinsmysteriet
- 2009 – Allt för min syster
- 2009 – Zombieland
- 2011 – Rango
- 2011 – New Year's Eve
- 2013 – The Call
- 2013 – Ender's Game
- 2013 – En familj – August: Osage County
- 2013 – Haunter
- 2014 – Perfect Sisters
- 2015 – Maggie
- 2015 – Final Girl
- 2021 – Stillwater
- 2022 – Canyon Del Muerto
- 2023 – Miranda's Victim
- 2023 – Magda  (kortfilm; även exekutiv producent)
- 2024 – Classified